# Johann Friedrich May

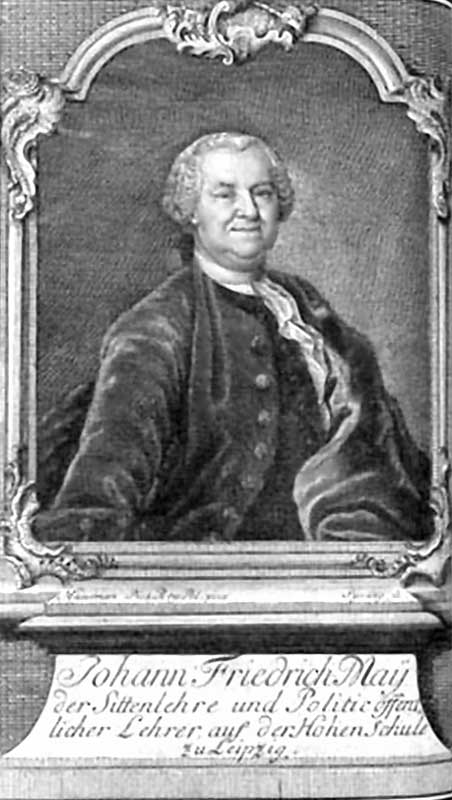
Johann Friedrich May

Johann Friedrich May, auch Mai(* 23. März 1697 in Türchau; † 5. Januar 1762 in Leipzig), war ein deutscher Politikwissenschaftler.

## Leben
May hatte das Gymnasium in Zittau besucht und ein Studium an der Universität Leipzig aufgenommen. 1723 erwarb er den akademischen Grad eines Magisters. 1741 wurde er außerordentlicher Professor der Philosophie und 1742 ordentlicher Professor der Ethik und Politik. Er war Kollegiat im großen Fürstenkollegium und beteiligte sich in den Wintersemestern 1746, 1752 sowie 1758 als Rektor der Alma Mater auch an dessen organisatorischen Aufgaben.

## Werke
- Diss. (Praes. Bened. Glob. Clausswitz) de eo, quod in iudicandis aliorum vitiis, rectum est. Leipzig 1722
- Diss. de affectu servi. Leipzig 1723
- Antwort auf C. G. Weitlich’s Antritts-Ode (in der Teutschen Gesellschaft) in der Nachricht von dieser Gesellschaft. Leipzig 1727 Teutsche  Uebersetzung von de la Motte
- Gedanken von der Poesie – als Einleitung zu den Oden der Teutschen Gesellschaft. Leipzig 1728
- Des L. Annaeus Seneca Abhandlung von der gottlichen Vorsorge; aus dem Lateinischen übersetzt; nebst einer Rede von der Möglichkeit, anständig vergnügt zu seyn. Leipzig 1729
- Des L. Annaeus Seneca Abhandlung von der Standhaftigkeit eines Weisen. Leipzig 1729
- Antwort auf M. Sam. Seidel’s Abschied. Leipzig 1732
- Des Paters Poree Rede von den Schauspielen: ob sis eine Schule guter Sitten sind und seyn können? aus dem Französischen übersetzt; nebst einer Abhandlung Von der Schaubühne. Leipzig 1734
- Progr. de. cognitione rerum philosophicarum historica scientificae merito praemittenda. Leipzig 1741
- Progr. de praecipuo rationis in formandis hominum moribus usu. Leipzig 1742
- Diss. de necessitate atque utilitate experimentorum circa moralem hominis naturam. Leipzig 1743
- Progr. de obligatione civili sancte colenda. Leipzig 1748
- Progr. de ambitione. Leipzig 1748
- Progr. de utilitate iteratae tractationis ad solidam eruditionem. Leipzig 1748
- Der Redner, wie er auf die natürlichste und leichtere Weise zu bilden sey; zum Gebrauch seiner rhetorischen Vorlesungen gewidmet. . . .
- Der Mensch, wie er sich nach dem Lichte der Vernunft zur Glückseligkeit geschickt machen kann; in kurzen Sätzen entworfen. Leipzig 1748
- Progr. de necessaria decori ad vitae sive morum elegantiam cultura. Leipzig 1752
- Progr. de bonarum artium in promovenda mercatura utilitate. Leipzig 1752 Deutsch von J. F. Krikow…
- Prog. de officiis eorum, qui studiorum caussa beneficiis fruuntur. Leipzig 1752
- Die Kunst der vernünftigen Kinderzucht, in den nöthigsten Grundsätzen abgefasst u. s. w. Helmstedt 1752
- Die Weisheit der Menschen nach der Vernunft, aus der Erkenntniss der Dinge dieser Welt, zur Beförderung der wahren Glückseligkeit, entworfen u. s. w. Leipzig 1753
- Progr. de mercatorum officiis erga eruditos. Leipzig 1756
- Progr. de scriptorum ingeniosorum venustate bonis moribus periculosa. Leipzig 1756
- Progr. de sapientia proverbiali veterum Germanorum exemplis illustrata. Leipzig 1757
- Progr. de proverbiorum Germanorum  collectoribus. Leipzig 1757
- Progr. Specimen  sapientiae proverbialis apud Germanos circa artes atque scientias. Leipzig 1760